# Stuhlmacher
Stuhlmacher ist eine Berufsbezeichnung für den Hersteller von Stühlen und Lehnsesseln.

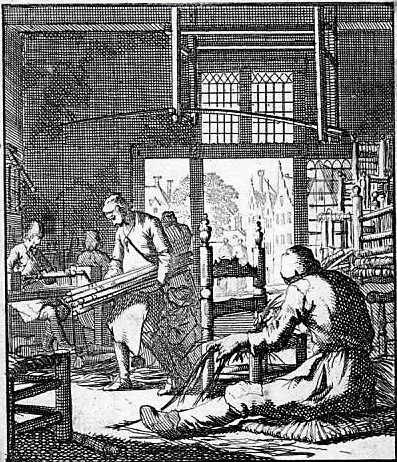
Stuhlmacherwerkstatt, De STOELEMAAKER, Kupferstich von Jan Luyken 1720

## Geschichte
Das Stühle machen, die Stuhlherstellung, ist so alt wie die Menschheit. An der Art des Aufwandes der Herstellung konnte man den sozialen Stand erkennen. Die Produkte reichen vom Schemel zum Hocker, vom Stuhl bis zum Thronsessel. Das Handwerk wird in den Städten schon früh in Innungen der Stuhlmacher zusammengefasst. Das Gewerk setzt sich hauptsächlich aus Drechsler-, Bekleider- (heute Polsterer-) und Flechtertätigkeiten zusammen. Bereits 1180 wurde eine Bruderschaft der Drechsler in Köln am Rhein nachgewiesen. In Frankfurt a. M. werden 1387 vier Stuhlmacher registriert. Zuerhebende Steuereinkommen der Landes- und Stadtherren für Stühle wurden über die Innungen realisiert. Bis ins 18. und 19. Jahrhundert gab es Zwangsinnungen für Tischler- und Stuhlmacher. Die Stuhlmacher sicherten sich seit dem Mittelalter dadurch aber auch regionale Absatzmärkte für ihre zum Teil hochwertigen Sitzmöbel. Für herausragende Stuhlmacher wurden auf Antrag von den Landesherren Privilegientitel, wie königlicher und herzoglicher Hofstuhlmacher, vergeben. Mit dem Ende der Monarchie entfielen diese Titel. Durch die Industrialisierung der Stuhlfertigung verloren die Innungen an Bedeutung, waren die territorialen regionalen Märkte doch ein Hemmnis für den Absatz der Großaufträge. Die Materialien und Werkstoffe zur Stuhlfertigung sind heute nicht mehr vom Holz geprägt; andere Materialien wie Metalle und Kunststoffe haben an Bedeutung in der Sitzmöbelindustrie gewonnen.
Neue Verfahren in der Bearbeitung von Edelstahlprofilen ermöglichten ab 1920 filigrane Stützfunktionen, wie die Freischwinger oder der Kragstuhl zeigen.

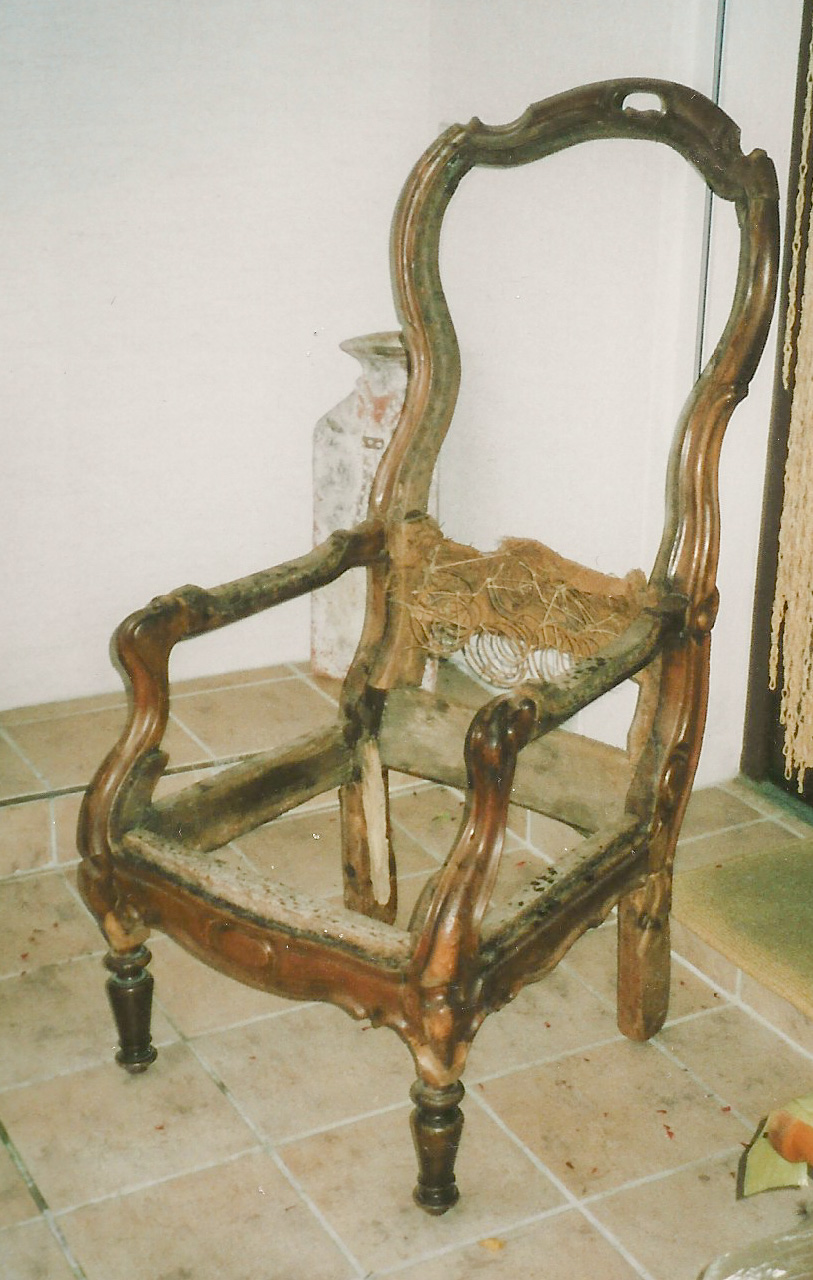
Abgepolsterter Lehnsessel, hergestellt vor 1876, fürstliches Bahnhofsmöbel
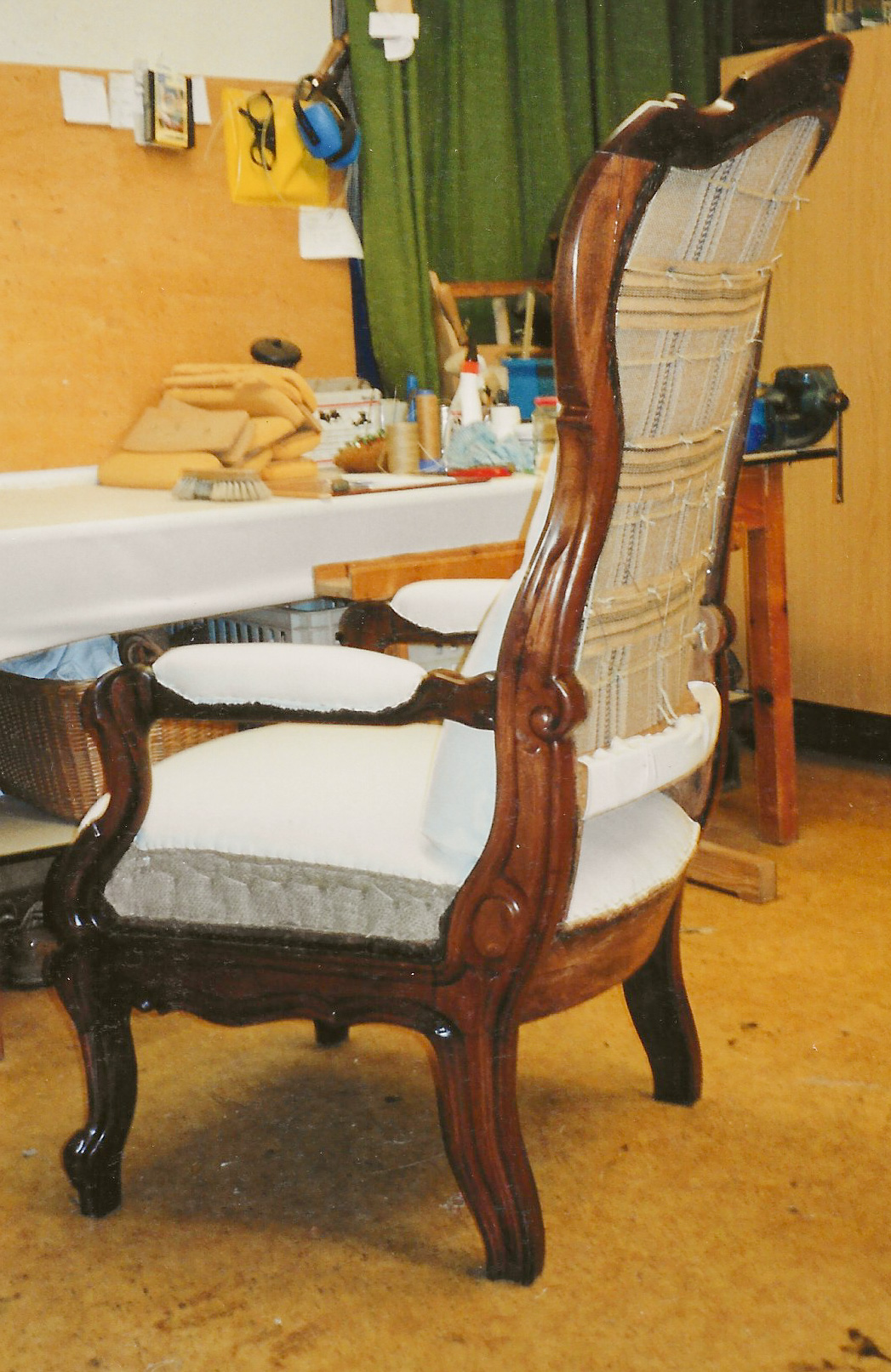
Weiß gepolsterter Lehnsessel 2002 mit Roßhaarpolster
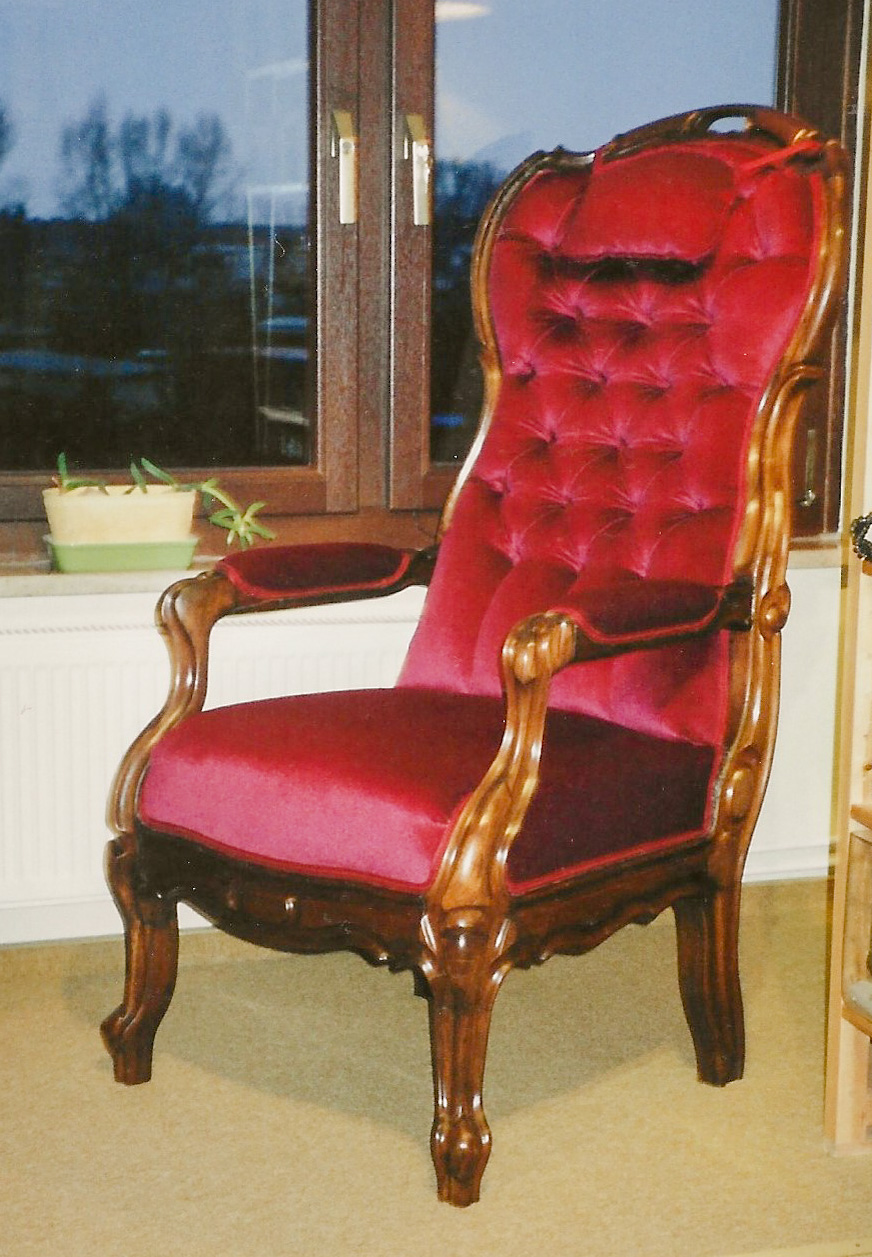
Restaurierter Lehnsessel mit einem Meister- und königlich-preußischen Brandzeichen
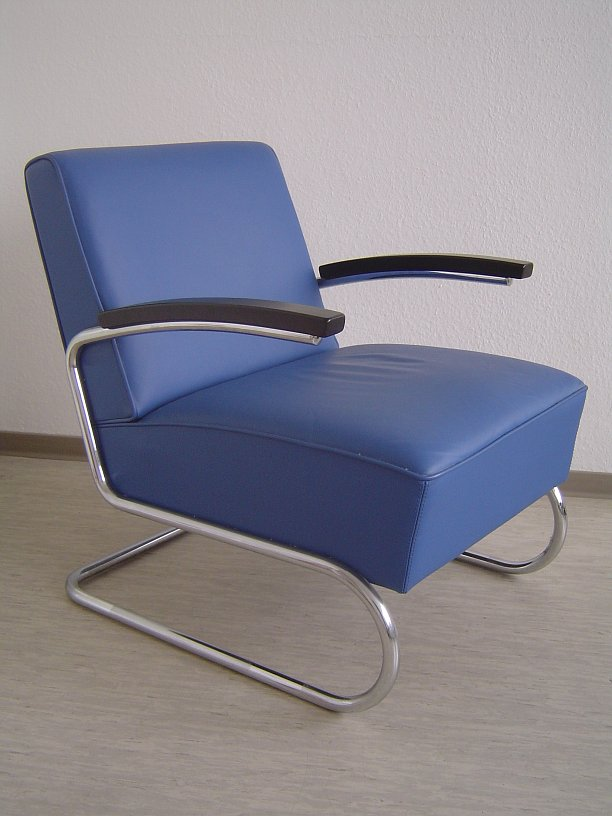
Freischwinger mit umlaufenden verchromten Stützstahlrohr
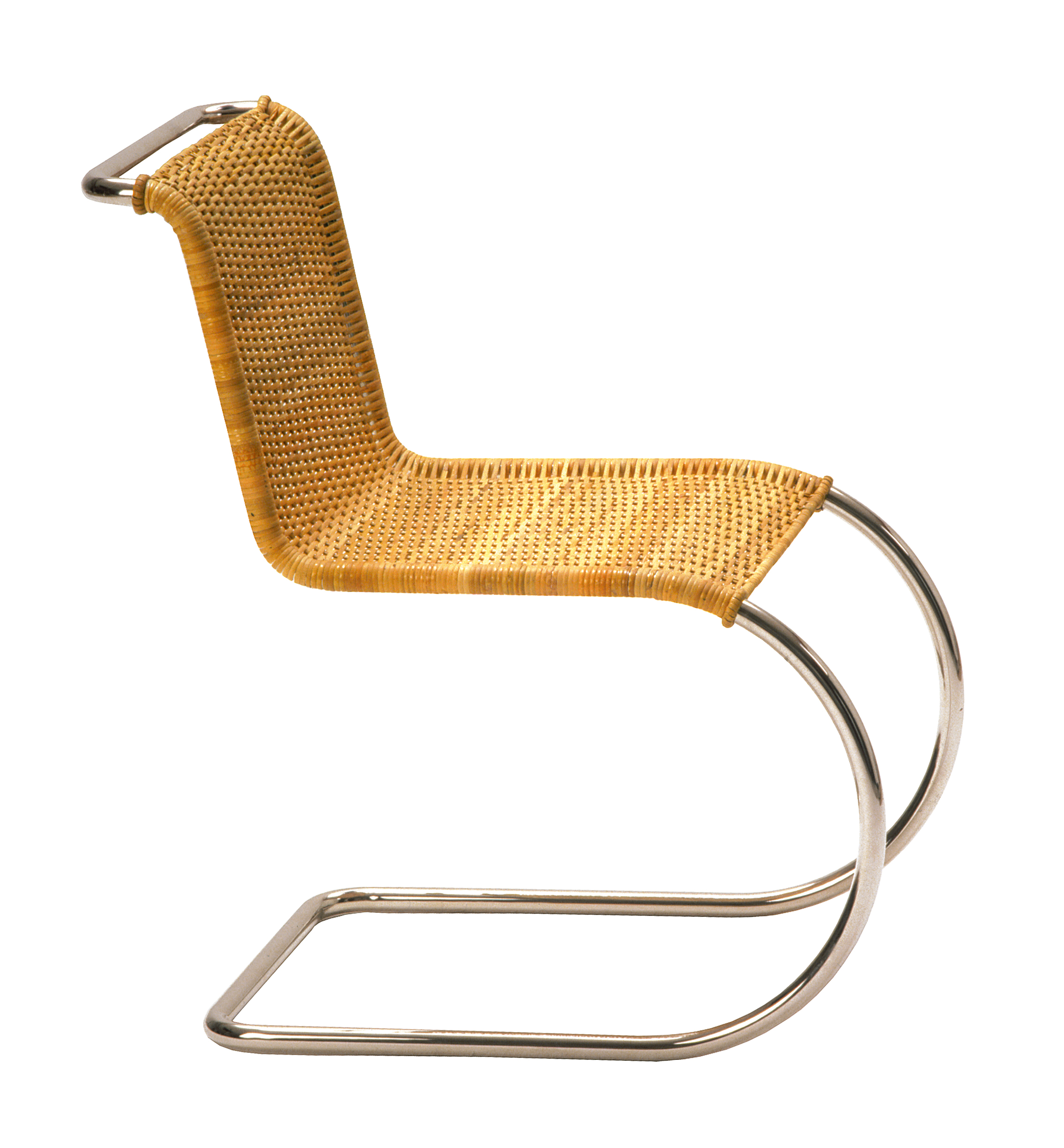
Weißenhof-Stuhl, Chromrohr, Eisengarngurte Flechtsitzfläche
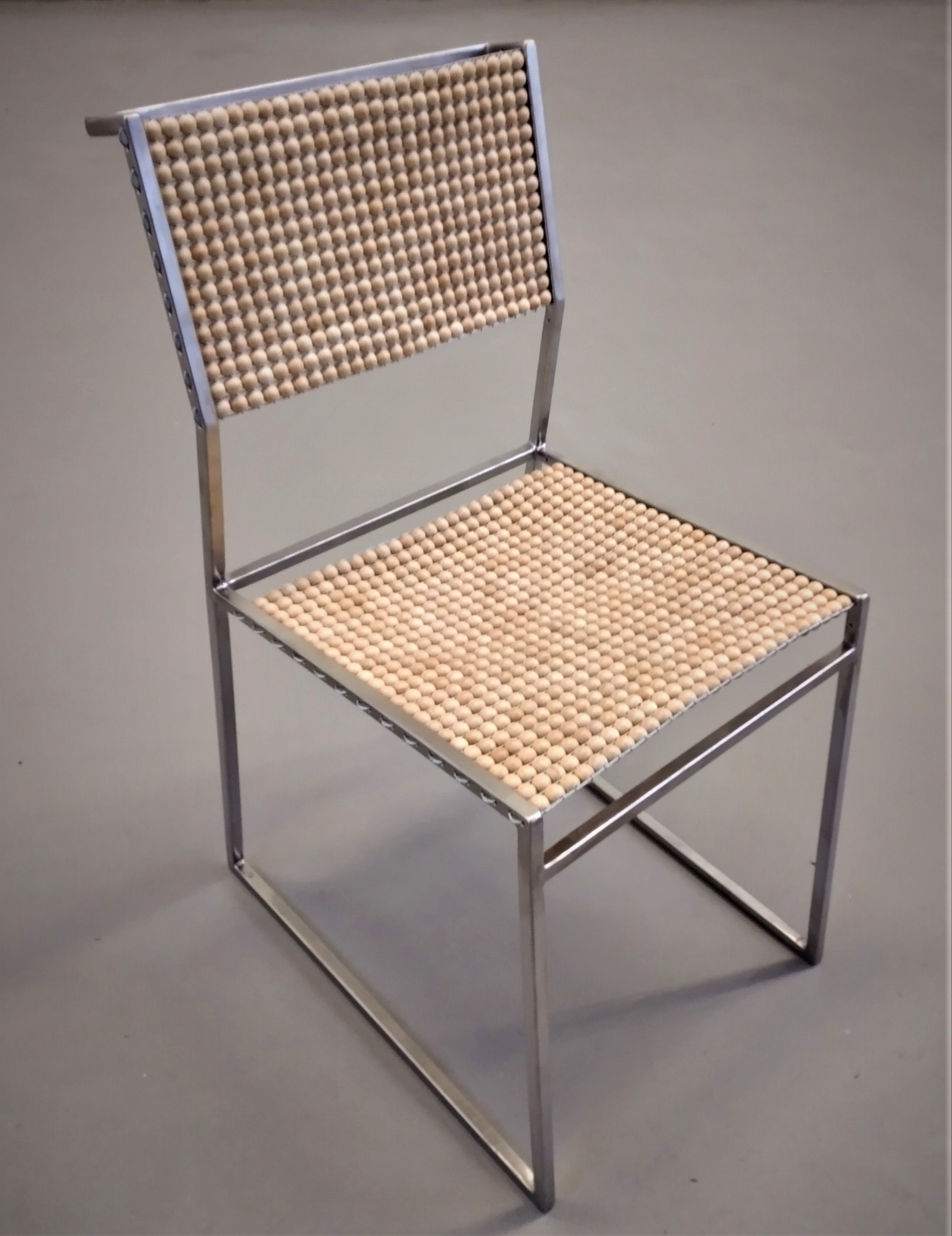
Stuhl aus Edelstahlquadratrohr mit Holzperlengewebe

## Familienname
Der Berufsname Stuhlmacher ist als Familienname im deutschsprachigen Raum bekannt. Um 1407 in Hildesheim genannt. Früh werden Familiennamen Stuolmacher, Stölmaker, Stolmeker nachgewiesen.

## Werkzeug der Stuhlmacher
Die Werkzeuge der Stuhlmacher sind die gleichen wie in allen Teilgewerken der Holzbearbeiter, des Bekleiders, des Polsterers und der Flecht- und Schnitzkunst. Nur die Ziehklinge oder der Schabhobel ist ein besonderes Werkzeug für die Stuhlherstellung. Mit ihrer Hilfe wird die Kannelierung, die Auskehlung und Glättung von Stuhlteilen, in ihre Form gebracht.

## Berufsbild
Heute ist der Beruf des Stuhlmachers faktisch nicht mehr vorhanden. Die Möbelindustrie fertigt alle Sitzmöbel mit neuen Technologien. 1995 gab es im Bundestag eine Anfrage zum Erhalt des Berufsstandes. Das Handwerk wird noch in Restaurationswerkstätten und in Betrieben der Denkmalpflege ausgebildet. Der Aufwand, historische Sitzmöbel zu erhalten, ist heute eine handwerklich anspruchsvolle Tätigkeit, die selten und kostspielig ist. Die Restauratoren von antiken Sitzmöbeln kooperieren mit noch handwerklichen Polstereien; diese pflegen zum Teil noch alte originale Arbeitsweisen.

## Besondere Stuhlmacher
- Matthias Ortmann (1692–1757), dänisch königlicher Hoftischler
- Georges Jacob (1739–1814), Paris, prägte am französischen Hof den europäischen Geschmack, Louis Seize.
- Rudolf Fischer (1867) Rostock[5], erhielt das Patent und den Titel „Herzoglicher Hofstuhlmacher“ vom Hofmarschallamt Mecklenburg Schwerin zugesprochen.